# Joanne Dru
Joanne Dru, pseudonimo di Joanne Letitia LaCock (Logan, 31 gennaio 1922 – Los Angeles, 10 settembre 1996), è stata un'attrice statunitense.

## Biografia
Proveniente da una famiglia dedita allo show business, figlia di Ralph e Jean LaCock, sorella dell'attore cinematografico e televisivo Peter Marshall (al secolo Ralph Pierre LaCock), nel 1940, all'età di 18 anni, si trasferì a New York dove trovò lavoro come modella, e venne scelta da Al Jolson per far parte del cast del musical teatrale Hold Onto Your Hats. In questo stesso periodo conobbe il popolare cantante Dick Haymes, che sposò nel 1941, e continuò a lavorare in teatro anche quando si trasferì con il marito a Hollywood e venne scritturata per la sua prima apparizione cinematografica nella pellicola Ti ho sposato tre volte (1946).
Nel decennio successivo, la sua  carriera cinematografica fu molto intensa, con la partecipazione a diverse pellicole western al fianco di grandi attori del genere, come John Wayne e Walter Brennan. Tra i suoi film più importanti del periodo, da ricordare Il fiume rosso (1948) di Howard Hawks, I cavalieri del Nord Ovest (1949) e La carovana dei mormoni (1950), entrambi di John Ford. Importante fu anche il suo ruolo nel film drammatico Tutti gli uomini del re (1949) e nel western La valle della vendetta (1951). 
Successivamente, la stessa Dru si lamentò di essere rimasta confinata in ruoli stereotipati e in personaggi tipici del genere western, e che fu questo a causare la sua mancata consacrazione all'interno dello star system hollywoodiano, aggiungendo che, per ironia della sorte, aveva sempre nutrito poca simpatia per i cavalli.
Dopo essere apparsa nella commedia Il circo a tre piste (1954), al fianco di Dean Martin e Jerry Lewis, la sua carriera cinematografica subì un progressivo declino, tuttavia la Dru proseguì comunque una brillante carriera televisiva da protagonista durante gli anni cinquanta, in particolare con la sua partecipazione ai 38 episodi della serie Guestward, Ho! (1960-1961), sit-com americana della ABC.
Fu proprio in qualità di attrice televisiva che Joanne Dru trovò il suo posto nella Hollywood Walk of Fame. Dopo aver divorziato nel 1949 da Dick Haymes, si risposò nello stesso anno con l'attore John Ireland, da cui divorziò nel 1957. 
L'attrice morì a Los Angeles nel 1996, all'età di 74 anni, a causa di una crisi respiratoria dovuta ad un linfedema.

## Filmografia

### Cinema
- Ti ho sposato tre volte (Abie' Irish Rose), regia di A. Edward Sutherland (1946)
- Il fiume rosso (Red River), regia di Howard Hawks (1948)
- I cavalieri del Nord Ovest (She Wore a Yellow Ribbon), regia di John Ford (1949)
- Tutti gli uomini del re (All the King's Men), regia di Robert Rossen (1949)
- La carovana dei mormoni (Wagon Master), regia di John Ford (1950)
- Mondo equivoco (711 Ocean Drive), regia di Joseph M. Newman (1950)
- La valle della vendetta (Vengeance Valley), regia di Richard Thorpe (1951)
- Mr. Belvedere suona la campana (Mr. Belvedere Rings the Bell), regia di Henry Koster (1951)
- Il figlio del Texas (Return of the Texan), regia di Delmer Daves (1952)
- The Pride of St. Louis, regia di Harmon Jones (1952)
- Senza madre (My Pal Gus), regia di Robert Parrish (1952)
- La baia del tuono (Thunder Bay), regia di Anthony Mann (1953)
- Il territorio dei fuorilegge (Outlaw Territory), regia di Lee Garmes e John Ireland (1953)
- Contrabbandieri a Macao (Forbidden), regia di Rudolph Maté (1953)
- Duffy of San Quentin, regia di Walter Doniger (1954)
- I pionieri della California (South-West Passage), regia di Ray Nazarro (1954)
- Il terrore delle Montagne Rocciose (Siege at Red River), regia di Rudolph Maté (1954)
- Il circo a tre piste (Three Ring Circus), regia di Joseph Pevney (1954)
- Day of Triumph, regia di John T. Coyle e Irving Pichel (1954)
- Il vendicatore nero (Dark Avenger), regia di Henry Levin (1955)
- Sogno d'amore (Sincerely Yours), regia di Gordon Douglas (1955)
- La baia dell'inferno (Hell on Frisco Bay), regia di Frank Tuttle (1955)
- Drango, regia di Hall Bartlett e Jules Bricken (1957)
- Johnny, l'indiano bianco (The Light in the Forest), regia di Herschel Daugherty (1958)
- Il selvaggio e l'innocente (The Wild and the Innocent), regia di Jack Sher (1959)
- La ragazza dal bikini rosa (September Storm), regia di Byron Haskin (1960)
- La doppia vita di Sylvia West (Sylvia), regia di Gordon Douglas (1965)
- Poliziotto superpiù (Supersnooper), regia di Sergio Corbucci (1980)

### Televisione
- The Star and the Story – serie TV, episodio 1x06 (1955)
- Climax! – serie TV, episodi 1x19-3x06 (1955-1956)
- Celebrity Playhouse – serie TV, episodio 1x26 (1956)
- General Electric Theater – serie TV, episodio 6x17 (1958)
- David Niven Show (The David Niven Show) – serie TV, episodio 1x07 (1959)
- Goodyear Theatre – serie TV, episodio 3x10 (1960)
- La legge di Burke (Burke's Law) – serie TV, episodio 1x30 (1964)

## Doppiatrici italiane
- Dhia Cristiani in I cavalieri del nord ovest, Il fiume rosso, Tutti gli uomini del re, La baia dell'inferno, Il figlio del Texas, Mondo equivoco, Mr. Belvedere suona la campana, Il terrore delle Montagne Rocciose, Il vendicatore nero
- Rosetta Calavetta in Il selvaggio e l'innocente, Johnny, l'indiano bianco, Poliziotto superpiù
- Rina Morelli in La baia del tuono, Senza madre
- Clelia Bernacchi in La carovana dei mormoni
- Renata Marini in La valle della vendetta
- Lydia Simoneschi in Contrabbandieri a Macao
- Flaminia Jandolo in Drango